# Чиндо
Чиндо (енгл. Jindo Island) је острво у Жутом мору на југозападној обали Јужне Кореје. Између острва и копна налази се моруз Мјонгјанг, где је адмирал Ји Сун Син победио надмоћну јапанску флоту (16. септембра 1597). Острво Чиндо је постојбина истоимене врсте ловачког пса (Корејски Чиндо).

## Географија
Површина острва је 363 км2. Острво је повезано са копном истоименим мостом, који је најдужи висећи мост у Јужној Кореји (дуг 484 метра).